# Segle XII aC
El segle XII aC es pot considerar un període de crisi dins l'edat antiga (col·lapse de l'edat de bronze), ja que diverses civilitzacions arriben a la seva fi (com la micènica o la hitita) a causa de la pressió de tribus guerreres semiorganitzades i guerres frontereres.

## Política
Segons el mite, Troia cau per la invasió d'una aliança de diferents pobles grecs (Edat fosca grega. Elam conquereix diversos regnes mesopotàmics i fa que la seva capital, Susa, acumuli grans riqueses i obres d'art espoliades als vençuts. Els anomenats pobles de la mar continuen la seva expansió cap al sud, atacant Egipte, l'Imperi hitita (que acaba desapareixent) i altres cultures properes. Alguns d'ells emigrarien després cap a l'oest, arribant a Itàlia i Espanya. A Perú, floreix la civilització Chavín i a Mèxic els olmeques.
A Assíria, el rei Teglatfalassar I (1114-1076 a. C.) produeix una llei -publicada en una tauleta- en què castiga amb la castració les pràctiques homosexuals masculines. És la primera llei coneguda contra la sodomia.

## Economia i societat
A mitjans del segle xii aC es produeix un refredament del clima, degut probablement a l'erupció d'un volcà islandès. Els olmeques es governen per una oligarquia basada en l'organització del treball comunal de les classes baixes per servir a l'administració i els temples. Els jocs de pilota rituals, després heretats pels maies, comencen a jugar-se per aquestes dates.

## Invencions i descobriments
S'inventa el teler vertical per confeccionar robes de grans dimensions (per exemple adequades als cortinatges dels temples i palaus).

## Art, cultura i pensament
A Europa s'abandonen progressivament els túmuls funeraris, ja que s'incineren els cadàvers, probablement a causa de la influència dels invasors orientals. Les cendres es dipositen en une urnes que s'enterren als cementiris de les ciutats i pobles més grans.